# ちんぐろ
『ちんぐろ』は、忌野清志郎の別名義ユニット、LOVE JETS1枚目のスタジオ・アルバム。2003年7月2日に発売。

## 解説
LOVE JETSは「突如飛来した異星人がロックンロールで地球人との交信・交流を試みる」コンセプトのもとに結成されたサイクリング用のヘルメットを被った謎の宇宙人バンド（覆面バンド）。メンバーはPURAHA（vo、g）、PYE-RON（b、cho）、PRINCIPAL（ds、cho）の3人。既に2002年から活動を開始してシングルをリリースしているが、アルバムはインディーズから発売される本作が初となる。本作発売当時はNHKアナウンサーだった堀尾正明が、「LOVE JETSのテーマ」「宇宙ブルース〜SPACE CO-OPERATION」にゲスト参加。

## アルバム・タイトル
タイトルの「ちんぐろ」（친구로）とは、朝鮮語で「友だちとして」という意味。「宇宙ブルース」のインタビュー中でPURAHAが語るところによると、自宅に遊びに来た二人の韓国人の友人がさかんに「チングロ!チングロ!」と言い合うので何のことかと驚いたという。後にその意味を知ってアルバムタイトルに採用した。

## ディスクジャケット
ジャケットは『徹子の部屋』（テレビ朝日系）のセットで行われ、番組MCの黒柳徹子とメンバー3人が一緒に写っている。

## 収録曲
1. LOVE JETSのテーマ
（作詞･作曲：LOVE JETS）　5:49
2. SPACE DISCO
（作詞：PURAHA & PRINCIPAL、作曲：PYE-RON & PRINCIPAL）　5:11
3. POP PEOPLE POP
（作詞：PURAHA & PRINCIPAL、作曲：PYE-RON）　5:41
4. 친구로のテーマ
（作曲：LOVE JETS）　1:40
5. シスター・アンドロメダ
（作詞･作曲：PURAHA & PYE-RON）　5:47
6. 宇宙ブギ
（作曲：LOVE JETS）　0:59
7. LOVE JETSのキモちE
（作詞･作曲：PURAHA）　3:48
  - RCサクセションの曲「キモちE」のセルフカバー。
8. LOVE JETSのエンディング・テーマ
（作詞･作曲：LOVE JETS）　2:19

78.宇宙ブルース〜SPACE CO-OPERATION　※ボーナストラック（作曲：LOVE JETS）　23:24
（トラック9～77はそれぞれ5秒ずつの無音）